# Feketemellű cinege
A feketemellű cinege (Parus fasciiventer) a verébalakúak (Passeriformes) rendjébe, ezen belül a cinegefélék (Paridae) családjába tartozó kis termetű, 11 centiméter hosszú madárfaj. Nedves hegyi szubtrópusi és trópusi erdőkben él Burundiban, a Kongói Demokratikus Köztársaságban, Ruandában és Ugandában.

## Alfajai
Három alfaja ismert: a P. f. fasciiventer (Reichenow, 1893), mely az általánosan elterjedt forma, a P. f. kaboboensis (Prigogine, 1957), mely a Kabobo-hegyre jellemző, valamint a P. f. tanganjicae (Reichenow, 1909), mely az Itombwe-hegyen él.

## Külső hivatkozások
- Parus fasciiventer